# Lonchophylla inexpectata
Lonchophylla inexpectata és una espècie de ratpenat de la família dels fil·lostòmids. És endèmic de l'est del Brasil (estats de Bahia i Pernambuco). Es tracta d'un ratpenat petit, amb els avantbraços de 32,3-36,4 mm i un pes de fins a 9,5 g. El seu hàbitat natural és la caatinga. S'alimenta de pol·len. Com que fou descoberta fa poc, l'estat de conservació d'aquesta espècie encara no ha estat avaluat formalment.